# کوزو موچی
کوزو موچی (به ژاپنی: 葛餅 Kuzumochi) یکی از انواع واگاشی (شیرینی ژاپنی) است.